# Unités d'élite
Unités d'élite (Freelancers) est un film américain réalisé par Jessy Terrero, sorti en 2012.

## Synopsis
Un ancien dealer entre dans les forces de police et fait équipe avec le coéquipier de son défunt père, tué en service quinze années auparavant. Intégrant un groupe d'intervention aux méthodes musclées dont il découvre la vraie nature, le jeune homme va découvrir la vérité au sujet du meurtre de son père.

## Distribution
- 50 Cent (V.F. : Raphaël Cohen et V.Q. : Jean-François Beaupré) : Jonas « Malo » Maldonado
- Forest Whitaker (V.F. : Emmanuel Jacomy et V.Q. : François L'Écuyer) : Lieutenant Detective Dennis Lurue
- Robert De Niro (V.F. : Jacques Frantz et V.Q. : Hubert Gagnon) : Capitaine Joe Sarcone
- Matt Gerald (V.Q. : Frédéric Paquet) : Billy Morrison
- Beau Garrett (V.Q. : Éveline Gélinas) : Joey
- Malcolm Goodwin (V.F. : Sébastien Hébrant) : A.D. Valburn
- Robert Wisdom (V.Q. : Manuel Tadros) : Terrence Burke
- Dana Delany (VF : Marine Jolivet)[1] : Lydia Vecchio
- Vinnie Jones : V.Q.Patrick Chouinard : ) Sully
- Pedro Armendariz Jr. (V.Q. : Vincent Davy) : Gabriel Baez
- Michael McGrady (V.Q. : Mario Desmarais) : Robert Jude
- Andre Royo : Daniel Maldonado
- Jeff Chase (V.Q. : Benoît Rousseau) : Angie